# Photo-Drama der Schöpfung

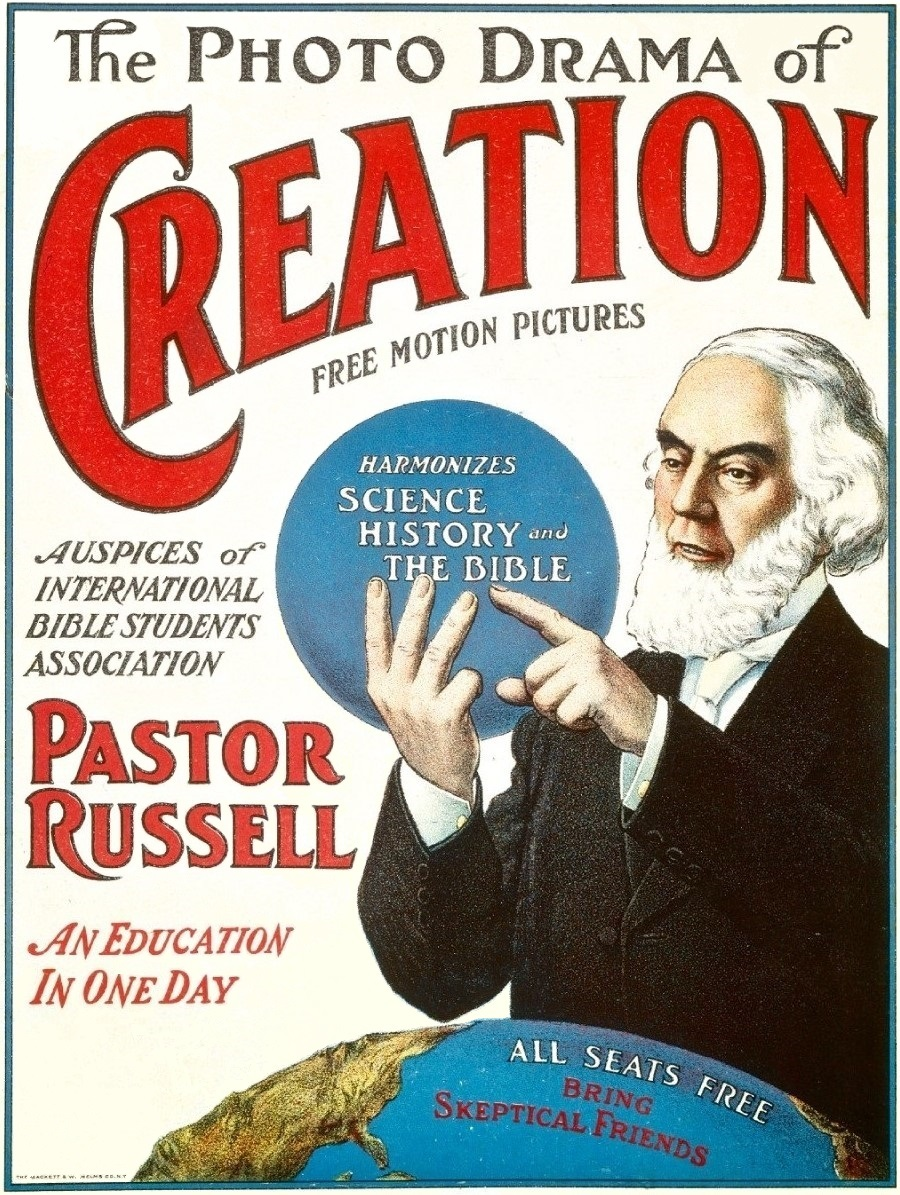
Photo-Drama der Schöpfung

Photo-Drama der Schöpfung ist ein vierteiliger religiöser Film der Wachtturm-Gesellschaft aus dem Jahr 1914. Initiator des Projekts war Charles Taze Russell und seine Bibelforscherbewegung, aus der später unter anderem die Zeugen Jehovas hervorgingen.

## Inhalt
Mittels Bild und Ton führte die Vorführung durch die Bibel – von der Schöpfung zu den Patriarchen, von der Geschichte Israels zu Jesus Christus und schließlich visionär zu seiner verheißenen tausendjährigen Friedensherrschaft.

## Technik
Das Photo-Drama der Schöpfung war eine innovative Kombination von Filmen, Lichtbildern und Tonaufnahmen. Es umfasste über drei Kilometer Filmmaterial bestehend aus rund 250.000 Einzelbildern, 500 handbemalte Lichtbilder und 26 Grammophonplatten mit den Film begleitenden Musik- und Sprachaufnahmen. Selbst Teile des Filmmaterials wurden von Hand koloriert. Die Bilder wurden von kommerziellen Filmstudios und von professionellen Künstlern hergestellt. Besonderes Interesse fanden eingebundene Zeitrafferaufnahmen, wie das Öffnen einer Blüte oder das Schlüpfen eines Kükens aus dem Ei.

## Aufführungen
Die Uraufführung fand im Januar 1914 in New York statt. In Deutschland wurde das Photo-Drama erstmals im April 1914 in Barmen gezeigt. Bis Ende 1914 hatten in den USA, Europa, Neuseeland und Australien bereits über neun Millionen Menschen das Photo-Drama gesehen. Es wurden mindestens 20 vierteilige Sätze des Photo-Dramas hergestellt, so dass jeden Tag in bis zu 80 verschiedenen Städten ein Teil gezeigt werden konnte, was in der Praxis durch Knappheit an Zugverbindungen und Vorführsälen eingeschränkt wurde. So wurde das insgesamt 8-stündige Photo-Drama oft in zwei Teilen von je etwa 4 Stunden Länge vorgeführt.

## Überarbeitungen
1918 erschienen einige Bilder aus dem Film mit Text als Buch unter gleichem Namen.

1922 wurde der Film überarbeitet und von nun an Heureka-Drama genannt. Dabei wurde auf die Filme verzichtet und nur auf Musik- und Vortragsaufnahmen, bzw. Tonaufnahmen und Lichtbilder zurückgegriffen, was besonders in weniger dicht besiedelten Gebieten gut angenommen wurde. 1927 wurde es abermals überarbeitet und nun Schöpfungsdrama genannt. Mit dem Verbot des Filmes im Jahr 1933 wurden die Aufführungen in Deutschland eingestellt.

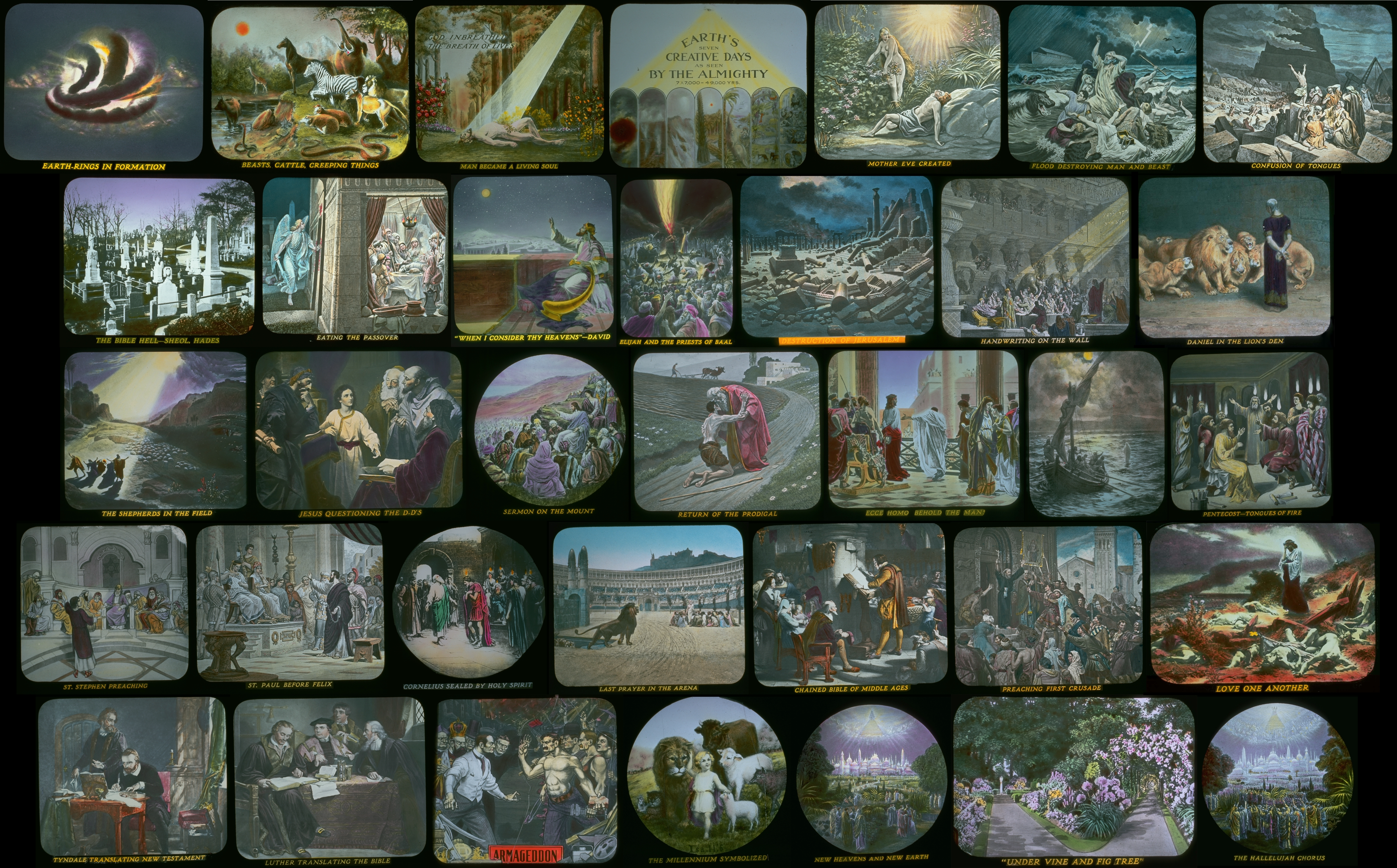
Übersicht der Dias des Photo-Dramas der Schöpfung